# アーチボルド・ケネディ (第11代カセルス伯爵)

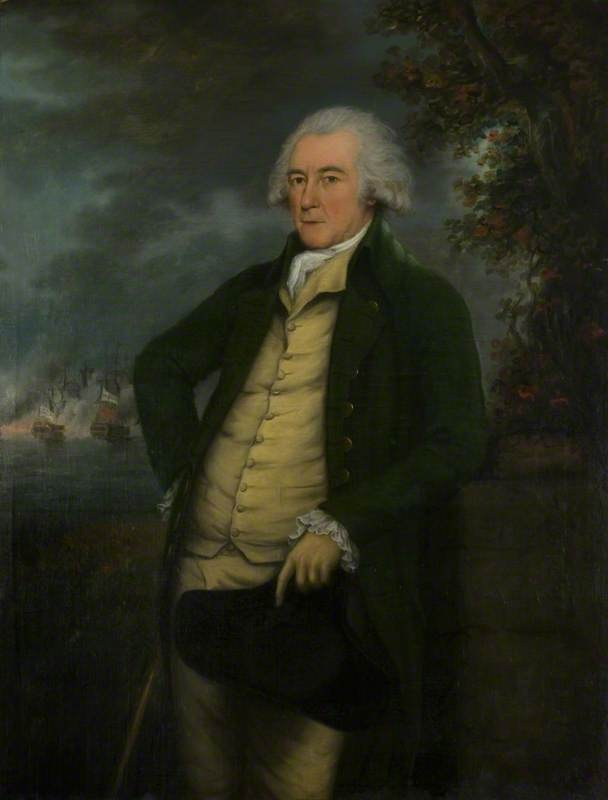
マザー・ブラウンによる肖像画、1793年。

第11代カセルス伯爵アーチボルド・ケネディ（英語: Archibald Kennedy, 11th Earl of Cassilis、1736年以前 – 1794年12月30日）は、スコットランド貴族。

## 生涯
アーチボルド・ケネディ（Archibald Kennedy、1685年ごろ – 1763年6月14日、アレクサンダー・ケネディの息子、第3代カセルス伯爵ギルバート・ケネディの玄孫）と1人目の妻（旧姓マッサム）の三男として生まれた。
イギリス海軍の士官になり、七年戦争ではスループのフラムバラ（Flamborough）に乗船して、1758年3月15日にフランスの私掠船ブローノワ（Boulonnois）を、1762年12月15日に同じくフランスの私掠船のヴァミュディアン（Vermudian）を拿捕した。1760年には戦況に関する手紙が『ロンドン・ガゼット』に掲載された。また、リスボン駐留中に護送船団を指揮して、フランスの軍艦2隻を追い払った上、それらの2隻がブレストに入港したときには2度と就役できないと判定されるほどの大損害を与えた。
1763年に父が死去すると、パヴォニアでの地所を継承した。1人目の妻からニューヨークにおける大領地を与えられ、1765年にはニューヨークで最も多くの家屋を所有していると言われるに至った。その後はフリゲートのコヴェントリーに乗船したが、アメリカの独立派に同情的すぎたとして指揮権を取り上げられ、パヴォニアの領地に引退した。以降はイギリス当局に疑われないよう用心深く行動したが、今度はニューヨークを占領した大陸軍に親英派と疑われ、サセックス郡への移動を命じられた。ケネディはこの命令に従い、数か月後にパヴォニアに戻ることを許されたが、このときには領地の半分を没収された上、パヴォニアでのタウンハウスを燃やされ、1783年にパリ条約が締結された後も返還されなかった。ただし、ケネディはカセルス伯爵位の推定相続人であることを知っており、没収された領地について心をひどく痛めることはなかった。
1790年2月2日に遠戚にあたる第10代カセルス伯爵デイヴィッド・ケネディが継嗣限定（entail）を定め、10代伯爵の男系子孫が断絶した場合はアーチボルド・ケネディおよびその男系子孫が遺産を継承するとした。この継嗣限定ではアーチボルドがロンドンに住んでいると形容されたため、アーチボルドは1790年2月2日までにイングランドに戻ったとされる。そして、1792年12月18日に10代伯爵が死去すると、その領地とカセルス伯爵位を継承、1793年3月12日に遺産継承者として正式に認定された。
1794年12月30日に死去、長男アーチボルドが爵位を継承した。

## 家族

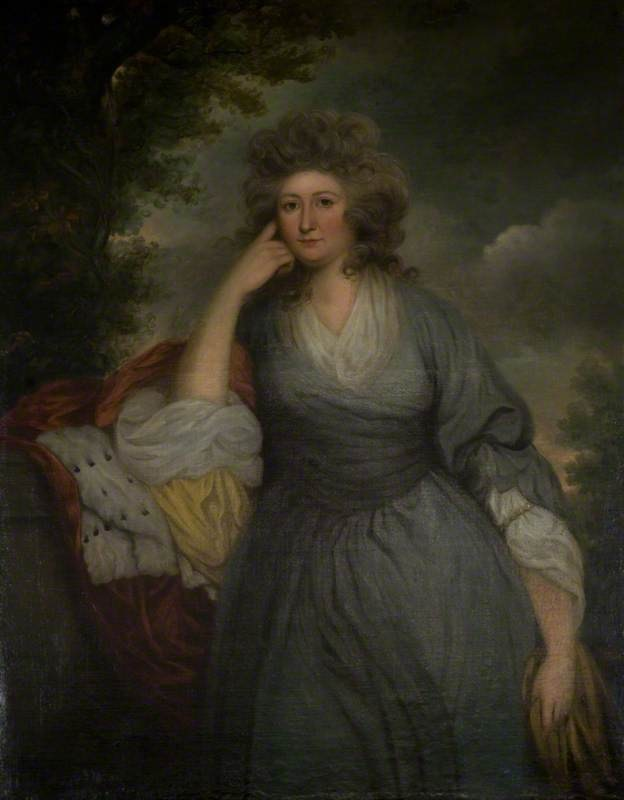
2人目の妻アン。マザー・ブラウン画、1793年。

1765年6月までにキャサリン・スカイラー（Katherine Schuyler、1768年1月21日までに没、ピーター・スカイラーの娘）と結婚した。2人の間に子供はいなかったが、キャサリンは広大な領地を所有しており、それを夫に与えた。
1769年4月21日、アン・ワッツ（Ann Watts、1793年12月29日没、ジョン・ワッツの娘）と再婚、3男1女をもうけた。
- アーチボルド（1770年2月 – 1846年9月8日） - 第12代カセルス伯爵、初代エイルザ侯爵[1]
- ジョン（1771年 – 1859年8月7日） - 1800年、シャーロット・ギル（Charlotte Gill、1846年5月27日没、ローレンス・ギルの娘）と結婚[1]
- ロバート（1773年 – 1843年11月5日） - ジェーン・マコーム（Jane Macomb、1867年5月20日没、アレクサンダー・マコーム（英語版）の娘）と結婚、子供あり[1]
- アン（1820年12月31日没） - 1795年6月21日、ウィリアム・ヘンリー・ディグビー（William Henry Digby）と結婚[1]